# Revue d'artiste
 (mai 2009).
Si vous disposez d'ouvrages ou d'articles de référence ou si vous connaissez des sites web de qualité traitant du thème abordé ici, merci de compléter l'article en donnant les références utiles à sa vérifiabilité et en les liant à la section « Notes et références ».
Une revue d'artiste est une revue créée et dirigée par un artiste ou par un groupe d'artistes.
La revue d'artiste se distingue du livre d'artiste par son déploiement dans la durée, même si sa périodicité peut être assez aléatoire (parfois tout juste un numéro par an). Sont exclues de cette catégorie les revues qui, en dehors des cartes blanches données à des artistes, ne sont pas dirigées par des artistes.

## Sélection de revues

### Revues mythiques
- Dada (Tristan Tzara, Collectif, 1916-1922)
- Shit Must Stop (William Nelson Copley, Collectif, 1968)
- Gratuit (Gilles Mahé, 1979-1994)
- Derrière le miroir (Aimé Maeght, 1946-1982)

### Revues actuelles
- Ligature, revue critique du livre d'artiste créée par Anne Arc et Serge Chamchinov, premier numéro septembre 2012[1], biannuelle, édition par l'association "Livre d'artiste & art contemporain",  (ISSN 2270-0404)
- L'Armée noire. collection printemps de merde, réalisée par Quentin Faucompré et Charles Pennequin, avec l'aide technique d'Anne-Claire Hello ; publiée par Al Dante en 2010
- Gonzine (« le fanzine[2] des copines », premier numéro : 2011)
- oxo (Pascal Le Coq, depuis 1996)
- Permanent Food (14 numéros) ; Charley (6 numéros) ; Toilet Paper, Les presses du réel[3], Dijon ; revues créées par Maurizio Cattelan et Paola Manfrin
- Rouge Gorge (créée en 2003 par Antonio Gallego, José-Maria Gonzalez et Daniel Guyonnet)
- The Flesh (Damien Mazieres & Yann Geraud, depuis 2007)
- Dovble V créée en 2010 par Christian Jelk, Daniel Ruggiero, Philippe Weissbrodt et Stéphane Fretz, éditée par l'association d'artistes Visarte.Vaud.
- POST, revue trimestrielle sous forme de cartes postales, créée en 2017 par Alex Chevalier et Guillaume Perez, éditée par les éditions Exposé-e-s.

## Lieux de consultation
- Bibliothèque nationale de France
- Bibliothèque Kandinsky, Centre Pompidou, Paris
- Centre national de l'édition et de l'art imprimé (cneai)[4], Chatou, Paris (20 rue Louise Weiss 75013)
- Centre des livres d’artistes (cdla)[5], Saint-Yrieix-la-Perche